# Александър Фадеев
Александър Александрович Фадеев (на руски: Алекса́ндр Алекса́ндрович Фаде́ев) е руски съветски писател и обществен деец.

## Биография
Роден е на 24 декември 1901 г. в Кимри, Тверска губерния, но през 1908 година семейството му се преселва в Далечния Изток.
Участва във военните действия в Далечния Изток през периода 1919 – 1921 г., 2 пъти е раняван. Той е сред създателите на Съюза на съветските писатели и негов председател от 1946 до 1954 г., като в продължение на 20 години ръководи писателската дейност в СССР, участва активно в репресиите на режима срещу съветската интелигенция.
Първата му жена е Валерия Герасимова, също писателка, а втората – известната съветска театрална актриса, народна артистка на СССР, Ангелина Степанова (1905 – 2000).
Измъчван от раздвоение и алкохолизъм Александър Фадеев се самоубива със собствения си пистолет на 13 май 1956 г. Предсмъртното му писмо е публикувано едва през 1990 г.

## Награди
Носител е на ордените „Ленин“ и „Червено знаме“ и на Сталинска награда I степен за романа „Млада гвардия“, посветен на младежката нелегална организация „Млада гвардия“ в окупирания град Краснодон, Луганска област, Съветска Украйна.